# Gynacantha saltatrix
Gynacantha saltatrix là loài chuồn chuồn trong họ Aeshnidae. Loài này được Martin mô tả khoa học đầu tiên năm 1909.